# Les Jeudis de Madame Giulia

Les Jeudis de Madame Giulia (I giovedì della signora Giulia) est une mini-série franco-italienne de cinq épisodes réalisée par Paolo Nuzzi (it) et Massimo Scaglione (it) et adaptée d'un roman de Piero Chiara.
Elle est diffusée en France sur la deuxième chaine ORTF du 16 septembre au 14 octobre 1971. Elle a fait l'objet d'une rediffusion sur Antenne 2 à partir du 28 mars 1977. Auparavant, la série a été diffusée en Italie sur la chaîne Rai 1 du 5 au 18 avril 1970 sous le titre I giovedi della signora Giulia en noir et blanc alors qu'elle a été filmée en couleurs.

## Synopsis
En 1965, en Italie, un célèbre avocat de province, Maître Tommaso Esengrini, fait appel à un ami, le commissaire Sciancalepre, pour retrouver sa femme Giulia qui a fait une fugue sentimentale en rendant visite à sa fille à Milan comme chaque jeudi. Le policier comprend vite qu'il s'agit d'une affaire de meurtre. Il rencontre à Rome où il a déménagé l'amant de Giulia, Luciano Barsanti qui nie être lié à la disparition. Il a prévu de vivre avec sa maîtresse à Rome. Peu à peu, le commissaire acquiert la certitude que Giulia.a été assassinée.
Le mari accepte que sa fille Emilia épouse l'architecte Carlo Fumagalli et lui laisse sa villa. Dès lors, Emilia aperçoit des ombres la nuit dans le jardin. Sciancalepre découvre que le clerc de l'avocat Esengrini, Demetrio, marié, était amoureux de Giulia et le soupçonne. Mais d'autres éléments orientent l'enquête vers le mari qui a menti en niant ignorer la liaison de sa femme avec Luciano Barsanti. À la suite d'un orage, on découvre le cadavre de la disparue dans la villa.
La dernière visite de Giulia à Milan a lieu le 26 avril 1965. Le dernier épisode se termine exactement deux ans après à Milan, moment où Sciancalepre élucide le meurtre.

## Fiche technique
- Adaptation : Ottavio Jemma, Paolo Nuzzi, Marco Zavattini, d'après le roman de Piero Chira
- Musique : Carlo Rustichelli
- Chanson Il mio sguardo è uno specchio interprétée par Rosanna Fratello
- Directeur de la photographie : Giuseppe Aquari
- Production : Pietro Germi pour Radiotelevisione Italiana (Rai), le service des coproductions de l'ORTF, R.P.A. et Télécip
- Directeur de la production : Luigi Giacosi
- Producteur délégué : Carlo Nebiolo
- Réalisation : Paolo Nuzzi et Marco Zavattini

## Distribution
- Tom Ponzi (VF : Pierre Collet) : commissaire Sciancalepre
- Claudio Gora (VF : Jean Michaud) : Tommaso Esengrini
- Francesco Di Federico (VF : Teddy Billis) : Demetrio Foletti
- Hélène Rémy : Teresa Foletti
- Umberto Ceriani (VF : Jean-François Calvé) : Carlo Fumagalli[3]
- Louis Velle : Luciano Barsanti
- Martine Brochard : Emilia Esengrini
- Gianfranco Barra (VF : Henri-Jacques Huet) : brigadier Muscariello
- Andrea Petricca : Agent Marino
- Gianni Mantesi (VF : Roger Rudel) : le procureur de la république
- Enzo Ricciardi (VF : Bernard Musson) : le chancelier
- Attilio Dottesio (VF : J.Violette) : Agent Polito
- Piero Chiara (VF : E. Duard) : le juge d'instruction
- Iginio Bonazzi (VF : J. Lagache) : Massimo
- Massimo Giordana : l'avocat de la partie civile
- Franco Vaccaro (VF : William Sabatier) : Giorgio
- Clara Droetto : Claudia
- Rina Franchetti : la concierge
- Roseta Salatta : Rossella
- Irene Aloisi : la directrice du magasin Elegantia
- Mario Brusa : Mario
- Anna Maria Mion : la 1re vendeuse
- Franca Gonella : la 2e vendeuse
- Marco Mariani : commissaire Fedele
- Alberto Marché : Roberto
- Bruno Piva (VF : Jaques Marin) : Fornaio Locchini
- Ines Ferrari : la cliente
- Claudio Dani (VF : J.L. Jemma) : le médecin légiste

## Roman
Le roman de Piero Chiara a été publié en Italie en 1970 sous le titre I giovedi della signora Giulia. Il a fait l'objet de plusieurs éditions en français, en 1971 aux éditions Première puis en 1979 chez Jean-Claude Lattès,.

## Autour de la série
Le titre de la série se justifie par le fait que chaque jeudi, Giulia rendait visite à sa fille Emilia à Milan. Le nom de la petite ville de province où elle vit avec son mari n'est jamais cité. Il faut situer cette série dans le contexte où en Italie le divorce n'existait pas.
La fin du roman et de la série diffèrent. Pour la télévision, a été écrit un rebondissement spectaculaire qui permet au héros, le commissaire Sciancalepre, de découvrir les assassins. Ici, les deux suspects se donnent mutuellement un alibi mais seront confondus à l'épilogue par un coup de théâtre. Ce schéma policier rappelle l'assassin habite au 21.
À la différence de la série, l'intrigue du roman s'étale sur plusieurs années alors que l'épilogue a lieu au deuxième anniversaire de la disparition de Giulia dans l'adaptation télévisée.
Le rôle principal est tenu par le détective Tom Ponzi (1921-1997) pour sa seule et unique apparition comme comédien. Criminologue italien, il a travaillé pour Nelson Rockfeller, Enzo Ferrari et l'Aga Khan. Notons que dans la série, Tom Ponzi, assez corpulent, se déplace en Mini Austin.
Dans les rôles principaux, on trouve trois comédiens français : Louis Velle, Martine Brochard et Hélène Rémy. Louis Velle tenait là le rôle d'un des principaux personnages, Luciano Barsanti, l'amant de la disparue, la diffusion ayant lieu en septembre octobre 1971, soit trois mois avant son triomphe en janvier 1972 dans le rôle de François Fonsalette dans La Demoiselle d'Avignon.
Lors de la première diffusion française, l'actrice Martine Brochard était l'épouse du comédien Umberto Ceriani, rencontré sur le tournage. À l'occasion de la diffusion du troisième épisode le jeudi 30 septembre 1971, elle fit l'objet de la couverture de Télé Poche No 293 du 22 septembre 1971 et d'un article de deux pages.
Par son atmosphère de mystère, le feuilleton voisine parfois avec le genre fantastique expliqué. Dans le 2e épisode, il est question d'une ombre fantomatique qui erre dans la villa de l'avocat, épisode qui se termine par la découverte un soir d'orage du cadavre de Giulia dissimulée dans un monument de la villa. L'ambiance rappelle un autre feuilleton avec Louis Velle, L'Homme qui revient de loin de Michel Wyn (1972) d'après Gaston Leroux.
La série a été éditée en DVD en Italie mais sans piste sonore française. On trouve cependant la série complète en français sur le site Inamediapro. Ce qui pourrait permettre à un éditeur intéressé d'éditer la série en DVD pour le public français.
À partir du 2e épisode, chaque début d'épisode comporte un résumé de l'enquête fait par Tom Ponzi directement au téléspectateur selon le principe du "quatrième mur".
Les comédiens français se sont tous doublés.

## Produits dérivés

### Disque
En Italie, la chanson du générique interprétée par Rossana Fratello, Il mio sguardo è uno specchio (« Mon regard est un miroir ») a été éditée en 45 tours. Lors de la diffusion française, la chanson est interprétée en français sous le titre Comme un peu d'eau qui tremble mais n'a pas fait l'objet d'une édition discographique.